# Klakkur (berg i Island, Norðurland vestra)
Klakkur är ett berg i republiken Island. Det ligger i regionen Norðurland vestra, 180 km öster om huvudstaden Reykjavík. Toppen på Klakkur är 1 010 meter över havet.
Trakten runt Klakkur är nära nog obefolkad, med mindre än två invånare per kvadratkilometer. Det finns inga samhällen i närheten. Trakten runt Klakkur är permanent täckt av is och snö.